# Carma

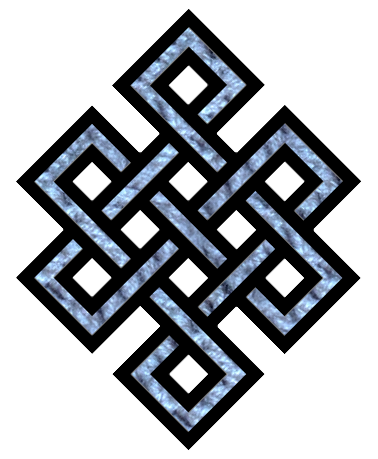
O nó sem fim simboliza a interdependência dos darmas em cossurgimento, incluindo o ciclo de renascimento, segundo os princípios de "Método e Sabedoria", ou Compaixão (Karuṇā) e Sabedoria (Prajna).

Karma ou carma (do sânscrito कर्म, transl karma; em páli:  kamma) significa em sânscrito uma ação, obra ou feito, e seu efeito ou consequências. Nas religiões indianas, o termo refere-se mais especificamente a um princípio de causa e efeito, muitas vezes chamado descritivamente de princípio do carma, em que a intenção e as ações de um indivíduo (causa) influenciam o futuro desse indivíduo (efeito), em retribuição moral: boa intenção e boas ações contribuem para um bom carma e renascimentos mais felizes, enquanto as más intenções e más ações contribuem para um mau carma e maus renascimentos.
O conceito de carma está intimamente associado à ideia de renascimento em muitas escolas de religiões indianas (particularmente hinduísmo, budismo, jainismo e siquismo), bem como o taoismo. Nessas escolas, o carma no presente afeta o futuro da pessoa na vida atual, bem como a natureza e a qualidade das vidas futuras—o saṃsāra. Conceitos semelhantes de causa e efeito em ciclos de vidas foram também desenvolvidos no ocidente, principalmente na filosofia grega, no espiritismo e na teosofia. Esse conceito também foi adotado na cultura popular e espiritualidade moderna, por exemplo em ditados do senso comum de que os eventos que acontecem após as ações de uma pessoa podem ser considerados consequências naturais.

## Definição
O termo karma (em sânscrito:  कर्म; em páli:  kamma) refere-se tanto à 'ação, obra, ação, ato' executado quanto ao 'objeto, intenção'.
Wilhelm Halbfass (2000) explica carma (karman) contrastando-o com a palavra sânscrita kriya: enquanto kriya é a atividade junto com os passos e o esforço em ação, karma é (1) a ação executada como consequência dessa atividade, bem como (2) a intenção do ator por trás de uma ação executada ou de uma ação planejada (descrita por alguns estudiosos como resíduo metafísico deixado no ator). Uma boa ação cria um bom carma, assim como uma boa intenção. Uma má ação cria um mau carma, assim como a má intenção.
A dificuldade em chegar a uma definição de carma surge por causa da diversidade de pontos de vista entre as escolas do hinduísmo; algumas, por exemplo, consideram o carma e o renascimento ligados e simultaneamente essenciais, outras consideram o carma mas não o renascimento como essencial, e alguns poucos discutem e concluem que o carma e o renascimento são uma ficção defeituosa. O budismo e o jainismo têm seus próprios preceitos de carma. Assim, o carma não tem uma, mas várias definições e significados diferentes. É um conceito cujo significado, importância e alcance variam entre as várias tradições originárias da Índia e várias escolas em cada uma dessas tradições. Wendy O'Flaherty afirma que, além disso, há um debate em andamento sobre se o carma é uma teoria, um modelo, um paradigma, uma metáfora ou uma postura metafísica.

### Princípio do carma
Carma também se refere a um princípio conceitual que se originou na Índia, muitas vezes chamado descritivamente de princípio do carma, e às vezes a teoria do carma ou a lei do carma.
No contexto da teoria, o carma é complexo e difícil de definir. Diferentes escolas de indologia derivam diferentes definições para o conceito de antigos textos indianos; sua definição é uma combinação de (1) causalidade que pode ser ética ou não ética; (2) eticização, ou seja, boas ou más ações têm consequências; e (3) renascimento. Outros indologistas incluem na definição aquilo que explica as circunstâncias presentes de um indivíduo com referência às suas ações no passado. Essas ações podem ser aquelas na vida atual de uma pessoa ou, em algumas escolas de tradições indianas, possivelmente ações em suas vidas passadas; além disso, as consequências podem resultar na vida atual ou na vida futura de uma pessoa. A lei do carma opera independentemente de qualquer divindade ou processo de julgamento divino.

#### Causalidade

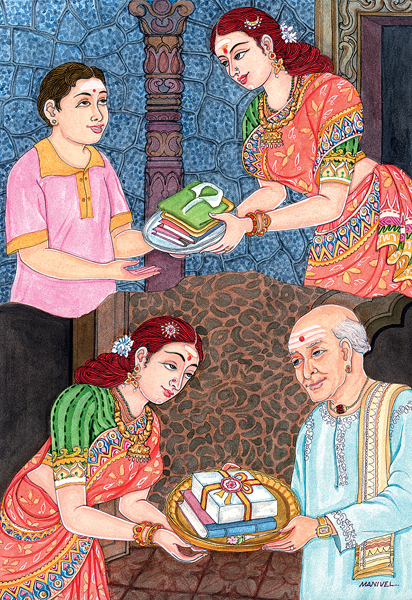
Carma como ação e reação: uma representação na arte indiana de que se mostrarmos bondade, colheremos bondade

Um tema comum às teorias do carma é o seu princípio de causalidade. Essa relação entre carma e causalidade é um motivo central em todas as escolas de pensamento hindus, budistas e jainistas. Uma das primeiras associações do carma com a causalidade ocorre na Brihadaranyaka Upanishad do hinduísmo. Por exemplo, em 4.4.5-6, ele afirma:
Agora como um homem é tal ou qual,

conforme ele age e conforme ele se comporta, assim ele será;

um homem de bons atos se tornará bom, um homem de maus atos, mau;

ele se torna puro por atos puros, mau por atos maus;

E aqui dizem que uma pessoa consiste em desejos,

e como é seu desejo, assim é sua vontade;

e como é sua vontade, assim é sua ação;

e toda ação que fizer, tal ele ceifará.— Brihadaranyaka Upanishad, século VII a.C.
A teoria do carma como causação sustenta que: (1) as ações executadas por um indivíduo afetam o indivíduo e a vida que ele vive, e (2) as intenções de um indivíduo afetam o indivíduo e a vida que ele vive. Ações desinteressadas, ou ações não intencionais, não têm o mesmo efeito cármico positivo ou negativo, como ações interessadas e intencionais. No budismo, por exemplo, ações que são realizadas, ou surgem, ou se originam sem qualquer má intenção como cobiça, são consideradas não existentes em impacto cármico ou neutras em influência para o indivíduo.
Outra característica de causalidade, compartilhada pelas teorias cármicas, é que ações semelhantes levam a efeitos semelhantes. Assim, o bom carma produz um bom efeito no ator, enquanto o mau carma produz um mau efeito. Esse efeito pode ser material, moral ou emocional—ou seja, o carma de uma pessoa afeta tanto a felicidade quanto a infelicidade. O efeito do carma não precisa ser imediato; o efeito do carma pode ser mais tarde na vida atual e, em algumas escolas, se estende a vidas futuras.
A consequência ou os efeitos do carma de alguém podem ser descritos de duas formas: phala e samskara. O phala (do sânscrito, lit.  "fruto' ou 'resultado") é o efeito visível ou invisível que é tipicamente imediato ou dentro da vida atual. Em contraste, um samskara (em sânscrito:  संस्कार) é um efeito invisível, produzido dentro do ator por causa do carma, transformando o agente e afetando sua capacidade de ser feliz ou infeliz em sua vida atual e futura. A teoria do carma é frequentemente apresentada no contexto dos samskaras. Também se refere que o "fruto" é resultado de bīja (em sânscrito: "semente"): das sementes plantadas pelo comportamento e disposições do passado; nisso, segundo a Encyclopedia of Religion, acadêmicos vêem a origem do conceito como vinculada a analogias agrárias e ecológicas do contexto indiano, em que se compara a vida e o ciclo de renascimentos às condições de estações, cultivo e colheitas.
Karl Potter (1964) e Harold Coward (1983) sugerem que o princípio cármico também pode ser entendido como um princípio de psicologia e hábito. Carma semeia hábitos (vāsanā), e hábitos criam a natureza do homem. O carma também semeia a autopercepção, e a percepção influencia a forma como a pessoa vivencia os eventos da vida. Tanto os hábitos quanto a autopercepção afetam o curso da vida de uma pessoa. Quebrar maus hábitos não é fácil: requer esforço cármico consciente. Assim, psique e hábito, de acordo com Potter e Coward, ligam o carma à causalidade na literatura indiana antiga. A ideia de carma pode ser comparada à noção de 'caráter' de uma pessoa, pois ambos são uma avaliação da pessoa e determinados pelo pensamento e ação habituais dessa pessoa.
A sua racionalidade forneceu também explicação causal filosófica para fenômenos naturais individuais de outra maneira inexplicáveis no pensamento religioso de ordem cósmica, como moléstias do corpo e desejos inatos, conforme exemplos no Nyāya Sūtra: "alegria, medo e angústia [vistos no rosto] de um recém-nascido só podem ser o resultado de memórias [inconscientes] de experiências em vidas anteriores [já que as causas de tais emoções ainda não foram experimentadas nesta vida]" e "o desejo do recém-nascido pelo leite materno surge de ter amamentado em uma vida anterior".

#### Eticização
O segundo tema comum às teorias do carma é a eticização. Isso começa com a premissa de que toda ação tem uma consequência, que se concretizará nesta vida ou em uma vida futura; assim, atos moralmente bons terão consequências positivas, enquanto atos ruins produzirão resultados negativos. A situação atual de um indivíduo é assim explicada por referência a ações em sua vida presente ou em vidas anteriores. O carma não é em si 'recompensa e punição', mas a lei que produz consequências. Wilhelm Halbfass (1998) observa que o bom carma é considerado como dharma e leva a punya ('mérito'), enquanto o mau carma é considerado Adarma e leva a pāp ('demérito, pecado').
Reichenbach (1988) sugere que as teorias do carma são uma teoria ética. Isso ocorre porque os antigos estudiosos da Índia ligavam intenção e ação real ao mérito, recompensa, demérito e punição. Uma teoria sem premissa ética seria uma pura relação causal; o mérito ou recompensa ou demérito ou punição seria o mesmo independentemente da intenção do ator. Na ética, as intenções, atitudes e desejos de uma pessoa são importantes na avaliação de sua ação. Onde o resultado não é intencional, a responsabilidade moral por ele é menor do ator, mesmo que a responsabilidade causal possa ser a mesma independentemente. Uma teoria do carma considera não apenas a ação, mas também as intenções, atitudes e desejos do ator antes e durante a ação. O conceito de carma, portanto, encoraja cada pessoa a buscar e viver uma vida moral, bem como evitar uma vida imoral. O sentido e significância do carma são, portanto, como um bloco de construção de uma teoria ética.

A interpretação vitoriana via negativamente a ética da doutrina indiana do carma como fatalismo e passividade, mas essa noção é superada. Sociologicamente, Max Weber e Peter Berger admitem suas funções estruturantes, como a de superação de anomia, e ambos o enquadram como uma teodiceia racional que explica o problema do mal em um universo moralmente constituído. Max Weber afirma:
"A doutrina do carma transformou o mundo em um cosmos estritamente racional e eticamente determinado; representa a teodiceia mais consistente já produzida na história".
E, por sua vez, Peter Berger diz: "No outro polo do continuum racional-irracional das teodiceias, o mais racional, encontramos o complexo karma-samsara".
Charles Keyes considera, a partir de seus estudos do budismo no Sudeste Asiático, que o conceito de carma é adotado como último recurso de explicação a infortúnios inevitáveis ou incontroláveis de outro modo. Assim, Holly Gayley indica também o papel de assumir um carma coletivo como forma de expressar remediação e centralizar a agência de uma sociedade que sofreu trauma cultural, pois fornece controle interpretativo das catástrofes e evita colapso de sistemas de sentido.

#### Renascimento
O terceiro tema comum das teorias do carma é o conceito de reencarnação ou o ciclo de renascimentos (saṃsāra). O renascimento é um conceito fundamental do hinduísmo, budismo, jainismo e siquismo. Renascimento, ou saṃsāra, é o conceito de que todas as formas de vida passam por um ciclo de reencarnação, ou seja, uma série de nascimentos e renascimentos. Os renascimentos e a vida consequente podem estar em diferentes reinos, condições ou formas. As teorias do carma sugerem que o reino, a condição e a forma dependem da qualidade e quantidade do carma. Nas escolas que acreditam no renascimento, a alma de cada ser vivo transmigra (recicla) após a morte, carregando as sementes dos impulsos cármicos da vida recém-concluída, para outra vida e período de carmas. Considera-se que este ciclo continua indefinidamente, exceto para aqueles que conscientemente quebram este ciclo alcançando moksha.
O conceito tem sido intensamente debatido na literatura antiga da Índia; com diferentes escolas de religiões indianas considerando a relevância do renascimento como ficção essencial, secundária ou desnecessária. Hiriyanna (1949) sugere que o renascimento é um corolário necessário do carma; Yamunacharya (1966) afirma que o carma é um fato, enquanto a reencarnação é uma hipótese; e Creel (1986) sugerem que carma é um conceito básico, renascimento é um conceito derivado.
A teoria do 'carma e renascimento' levanta inúmeras questões—tais como, quando e por que o ciclo começou em primeiro lugar, qual é o mérito cármico relativo de um carma versus outro e por quê, e quais evidências existem de que o renascimento realmente acontece, entre outras. Várias escolas do hinduísmo perceberam essas dificuldades, debateram suas próprias formulações, algumas chegando ao que consideravam teorias internamente consistentes, enquanto outras escolas a modificaram e desenfatizaram, enquanto algumas escolas do hinduísmo como a dos charvacas (ou Lokayata) abandonaram a teoria do 'carma e renascimento' completamente. As escolas do budismo consideram o ciclo carma-renascimento como parte integrante de suas teorias de soteriologia.

### Carma coletivo
Nos sistemas filosóficos hindus, o carma é individual, não é transferível e nem diluído em grupo. Porém, na escola Vaisheshika, considera-se que ações cármicas geram forças invisíveis (adṛṣṭa) de mérito e demérito (darma e adarma), que podem influir com efeitos sobre ocorrências físicas tal como em "carma grupal", como um comentarista chega a afirmar: "eventos como terremotos são indicadores do bem e do mal ... para os habitantes da terra".
No budismo, resultados cármicos são sempre dependentes do envolvimento volitivo de cada indivíduo. É possível considerar um "carma de grupo" caso os participantes sejam complícitos na volição, como em um exemplo de Vasubandhu, de que quando um exército mata, todos os soldados são tão carmicamente envolvidos quanto quem ordena a matança, caso todos compartilhem a intenção; assim também, segundo Peter Harvey, pode haver consequências da teoria em outros contextos, como por exemplo de alguém que apoia más decisões passadas de uma nação e que essa volição gerará resultados.
No budismo modernista e tibetano há ocorrências de conceito de carma coletivo, mas não se nega responsabilidade individual. Existem referências recentes a tipos distintos de "carma de grupo": "carma de transbordamento", "carma de família" e "carma nacional"―não, porém, sem críticas dentro do próprio budismo por outros expoentes. Há noção de "carma de transbordamento" em passagens antigas do budismo teravada que sugerem que os efeitos vão além do individual na interdependência das ações cármicas, bem como existe associação contemporânea de que as ações de piedosos ou de um governante, como nos conceitos de realeza budista, trazem resultados coletivos, como o aumento de mérito de uma nação ou a expiação comunal dos delitos. Porém, segundo James P. McDermott, não havia um conceito sistemático de carma grupal no budismo inicial.

No Iogachara, Vasubandhu também articula a concordância intersubjetiva de carmas para a constituição da realidade psíquica coletivamente compartilhada:
"O caso dos pretas (fantasmas famintos) dão conta da concordância intersubjetiva de que, ao olharem para a água, apenas eles, não outros seres, veem rios de pus, urina, excremento, e alucinam coletivamente os demônios como os guardiões do inferno. Embora pus, urina, excrementos e os guardiões do inferno sejam inexistentes externamente, devido ao amadurecimento de seu carma coletivo, os pretas experimentam exclusivamente a série de cognições (vijñapti), enquanto outros seres não encontram tal experiência (Viṃ 3, Sems tsam shi)."
No Vaibhāṣika, considera-se que a realização de ações dentro de um coletivo de indivíduos afeta todo o universo, o qual, por sua vez, resulta como um "carma coletivo" de todos os seres, o que é chamado de "fruto da dominância".
Richard Seaford afirma que o conceito de carma pode ter surgido na sociedade indiana através da introjeção da noção transcendente de valor monetário, e que, assim como o dinheiro, ambos são adquiridos e acumulados individualmente, em contraste com os princípios universais de Darma e Ṛta. Porém, ele sugere que a ideia de carma coletivo pode também ter surgido a partir da noção de que o dinheiro também pode ser uma propriedade coletiva.

## Desenvolvimento inicial

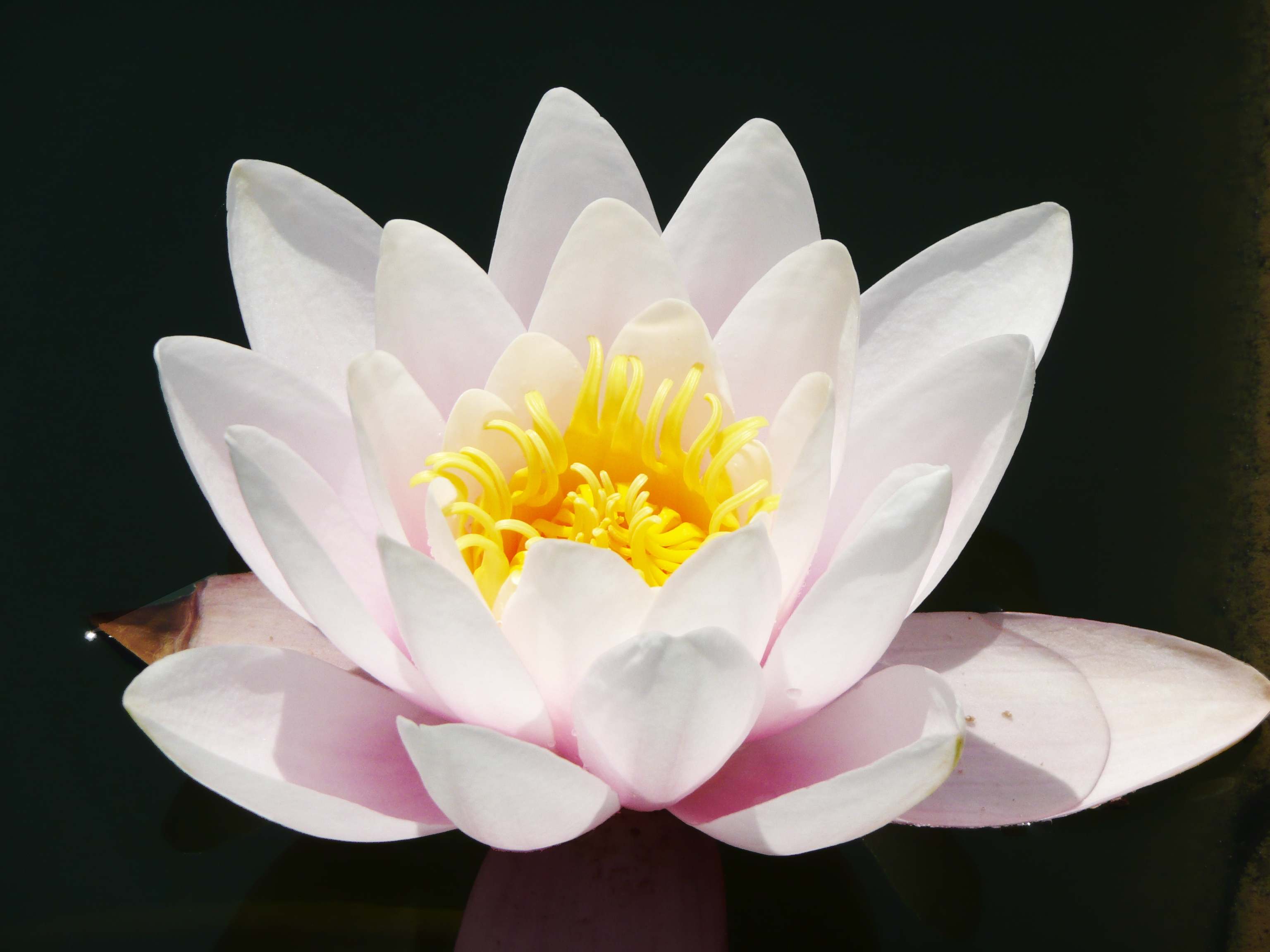
O lótus pode representar simbolicamente o carma em muitas tradições asiáticas. Uma flor de lótus desabrochando é uma das poucas flores que simultaneamente carrega sementes dentro de si enquanto floresce. A semente é vista simbolicamente como causa; a flor, o efeito. Lótus também é considerado como uma recordação de que se pode crescer, compartilhar bom carma e permanecer imaculado mesmo em circunstâncias lamacentas.

A palavra sânscrita védica kárman- (nominativo kárma) significa 'obra' ou 'ação', frequentemente usada no contexto dos rituais srautas. No Rigveda, a palavra ocorre cerca de 40 vezes. Em Satapatha Brahmana 1.7.1.5, o sacrifício é declarado como a "maior" das obras; Satapatha Brahmana 10.1.4.1 associa o potencial de se tornar imortal (amara) com o carma do sacrifício agnicayana.

A primeira discussão clara da doutrina do carma está nas Upanixades. Por exemplo, causalidade e eticização são declaradas na Bṛhadāraṇyaka Upaniṣad 3.2.13:
"Verdadeiramente, a pessoa se torna boa por meio de boas ações, e má por meio de más ações."
Alguns autores afirmam que o samsara (transmigração) e a doutrina do carma podem ser não-védicos, e que as ideias podem ter se desenvolvido nas tradições "shramanas" que precederam o budismo e o jainismo. Outros afirmam que algumas das ideias complexas da antiga teoria emergente do carma fluíram de pensadores védicos para pensadores budistas e jains. As influências mútuas entre as tradições não são claras e provavelmente foram codesenvolvidas.
Muitos debates filosóficos em torno do conceito são compartilhados pelas tradições hindu, jainista e budista, e os primeiros desenvolvimentos em cada tradição incorporaram diferentes ideias novas. Por exemplo, os budistas permitiam a transferência de carma de uma pessoa para outra e ritos sraddha, mas tiveram dificuldade em defender a racionalidade. Em contraste, as escolas hindus e o jainismo não permitiriam a possibilidade de transferência de carma.

## No hinduísmo
O conceito de carma no hinduísmo se desenvolveu e evoluiu ao longo dos séculos. As primeiras Upanixades começaram com as perguntas sobre como e por que o homem nasce e o que acontece após a morte. Como respostas a esta última, as primeiras teorias nesses antigos documentos sânscritos incluem pancagni vidya (a doutrina dos cinco fogos), pitryana (o caminho cíclico dos pais) e devayana (o caminho dos deuses que transcende o ciclo). Aqueles que fazem rituais superficiais e buscam ganho material, afirmavam esses antigos estudiosos, viajam pelo caminho de seus pais e reciclam de volta para outra vida; aqueles que renunciam a estes, vão para a floresta e buscam o conhecimento espiritual, foram reivindicados como subindo no caminho superior dos deuses. São estes que quebram o ciclo e não renascem. Com a composição dos Épicos – a introdução do homem comum ao darma no hinduísmo – as ideias de causalidade e elementos essenciais da teoria do carma foram sendo recitados em histórias folclóricas. Por exemplo:
"Conforme o próprio homem semeia, ele mesmo colhe; nenhum homem herda o ato bom ou mau de outro homem. O fruto é da mesma qualidade que a ação."— Mahabharata, xii.291.22
O 6º capítulo do Anushasana Parva (o Livro de Ensino), o 13º livro do Mahabharata, abre com Yudhishthira perguntando a Bhishma: "O curso da vida de uma pessoa já está destinado, ou o esforço humano pode moldar a vida de alguém?" O futuro, responde Bhishma, é tanto uma função do esforço humano atual derivado do livre arbítrio quanto das ações humanas passadas que determinam as circunstâncias. Repetidamente, os capítulos do Mahabharata recitam os principais postulados da teoria do carma. Ou seja: intenção e ação (carma) têm consequências; o carma permanece e não desaparece; e, todas as experiências positivas ou negativas na vida requerem esforço e intenção. Por exemplo:
"A felicidade vem devido às boas ações, o sofrimento resulta das más ações,

por ações, todas as coisas são obtidas, por inação, nada é desfrutado.

Se a ação de alguém não produzisse frutos, então tudo seria inútil,

se o mundo funcionasse apenas pelo destino, seria neutralizado."— Mahabharataxiii.6.10 & 19
Ao longo do tempo, várias escolas do hinduísmo desenvolveram muitas definições diferentes de carma, algumas fazendo o carma parecer bastante determinista, enquanto outras abrem espaço para o livre arbítrio e a ação moral. Entre as seis escolas do hinduísmo mais estudadas, a teoria do carma evoluiu de diferentes maneiras, conforme seus respectivos estudiosos raciocinavam e tentavam abordar as inconsistências internas, implicações e questões da doutrina do carma. De acordo com o professor Wilhelm Halbfass,
- A escola Niaia do hinduísmo considera o carma e o renascimento como centrais, com alguns estudiosos niaias, como Udaiana, sugerindo que a doutrina do Carma implica que Deus existe.[77]
- A escola Vaisesica não considera muito importante a doutrina do carma de vidas passadas.
- A escola Sânquia considera o carma de importância secundária (secundário a prakrti).
- A escola Mimamsa dá um papel insignificante ao carma de vidas passadas, desconsidera o samsara e o moksa.[78]
- A escola de Ioga considera o carma de vidas passadas como secundário, o comportamento e a psicologia de uma pessoa na vida atual é o que tem consequências e leva a emaranhados.[79]
- As escolas do Vedanta (incluindo Advaita) aceitam a doutrina do carma, e elas sustentam que ela não funciona em seu próprio poder, em vez disso, eles pensam que Deus (Isvara) é o dispensador do fruto (phala) do carma. Esta ideia é defendida nos Brahmasutras (3.2.38).[80][81]

As escolas acima ilustram a diversidade de pontos de vista, mas não são exaustivas. Cada escola tem subescolas no hinduísmo, como a do não-dualismo e o dualismo sob o Vedanta. Além disso, existem outras escolas de filosofia indiana como Charvaca (ou Lokayata; os materialistas) que negavam a teoria do carma-renascimento, bem como a existência de Deus; para esta escola não-védica, as propriedades das coisas vêm da natureza das coisas. A causalidade emerge da interação, das ações e da natureza das coisas e das pessoas, princípios determinantes como o carma ou Deus são desnecessários.

## No budismo
Carma e karmaphala são conceitos fundamentais no budismo, que explicam como nossas ações intencionais nos mantêm ligados ao renascimento no samsara, enquanto o caminho budista, como exemplificado no Nobre Caminho Óctuplo, nos mostra a saída do samsara.
O ciclo de renascimento é determinado pelo carma, literalmente 'ação'. Karmaphala (onde phala significa 'fruto, resultado') refere-se ao 'efeito' ou 'resultado' do carma. O termo similar karmavipaka (onde vipāka significa 'amadurecimento') refere-se à 'maturação, amadurecimento' do carma.
Na tradição budista, karma refere-se a ações movidas por intenção (cetanā), uma ação feita deliberadamente por meio do corpo, fala ou mente, que leva a consequências futuras. O Nibbedhika Sutta, Anguttara Nikaya 6.63:
"Intenção (cetana), eu vos digo, é kamma. Intencionando, realiza-se kamma por meio do corpo, fala e intelecto.
Como essas ações intencionais levam ao renascimento, e como a ideia de renascimento deve ser reconciliada com as doutrinas da impermanência e do não-eu, é uma questão de investigação filosófica nas tradições budistas, para as quais várias soluções foram propostos. No budismo inicial, nenhuma teoria explícita de renascimento e carma é elaborada, e "a doutrina do carma pode ter sido incidental à soteriologia budista inicial". No budismo inicial, o renascimento é atribuído ao desejo ou à ignorância. O ensinamento do Buda sobre o carma não é estritamente determinista, mas incorpora fatores circunstanciais, ao contrário dos jainistas. Não é um processo rígido e mecânico, mas um processo flexível, fluido e dinâmico. Não existe uma relação linear definida entre uma determinada ação e seus resultados. O efeito cármico de um ato não é determinado apenas pelo ato em si, mas também pela natureza da pessoa que o comete e pelas circunstâncias em que é cometido. Karmaphala não é um "julgamento" imposto por um Deus, deidade ou outro ser sobrenatural que controla os assuntos do Cosmos. Em vez disso, karmaphala é o resultado de um processo natural de causa e efeito. Dentro do budismo, a real importância da doutrina do carma e seus frutos reside no reconhecimento da urgência de interromper todo o processo. O Acintita Sutta adverte que "os resultados de kamma" é um dos quatro assuntos incompreensíveis (ou acinteyya), assuntos que estão além de toda conceituação e não podem ser entendidos com pensamento lógico ou razão.
O budismo de Nitiren Daishonin ensina que a transformação e a mudança por meio da fé e da prática transformam o carma adverso—causas negativas feitas no passado que resultam em resultados negativos no presente e no futuro—em causas positivas para benefícios no futuro.

## No jainismo

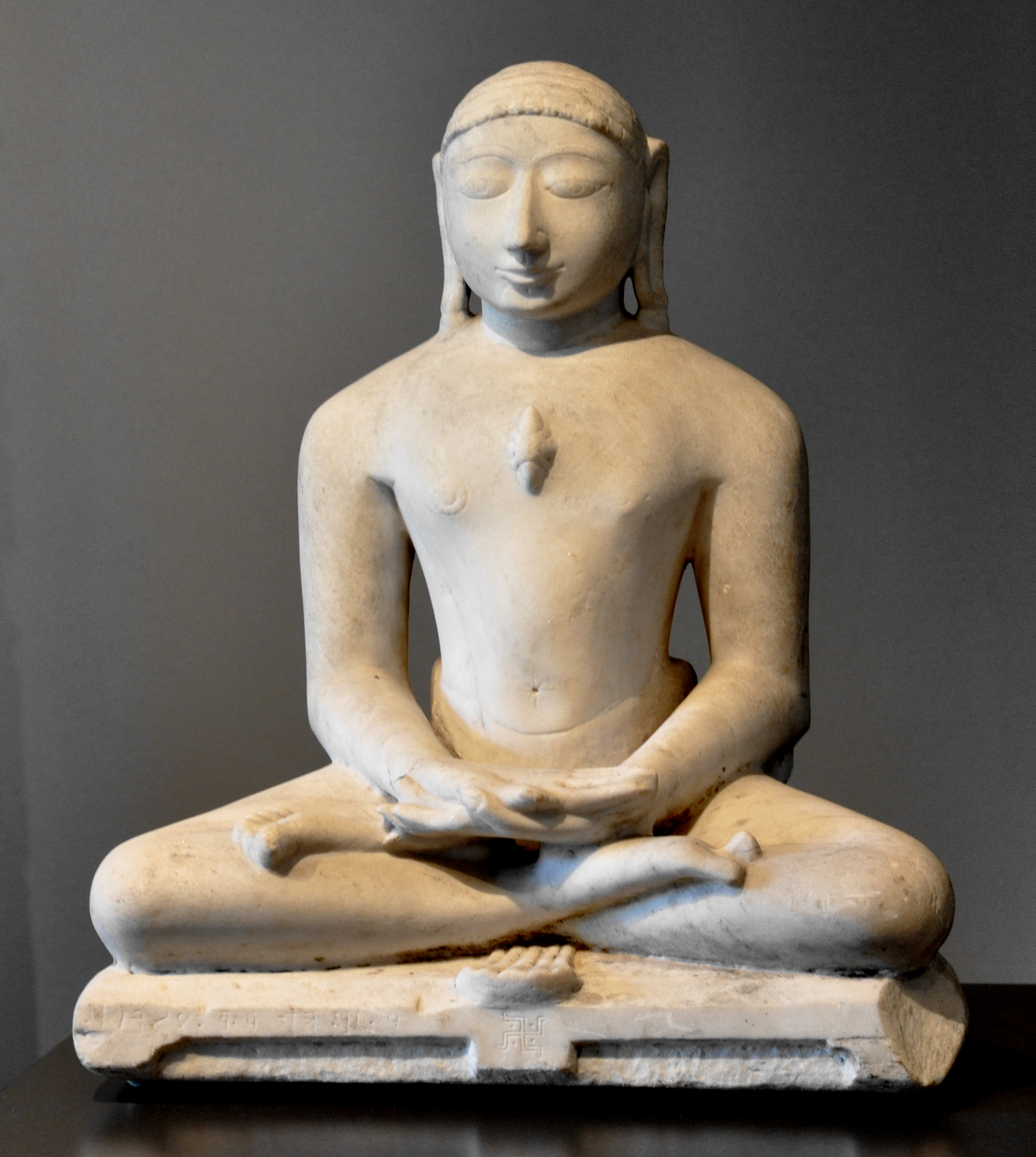
Shrivatsa ou o nó cármico representado no peito do Tirtancara

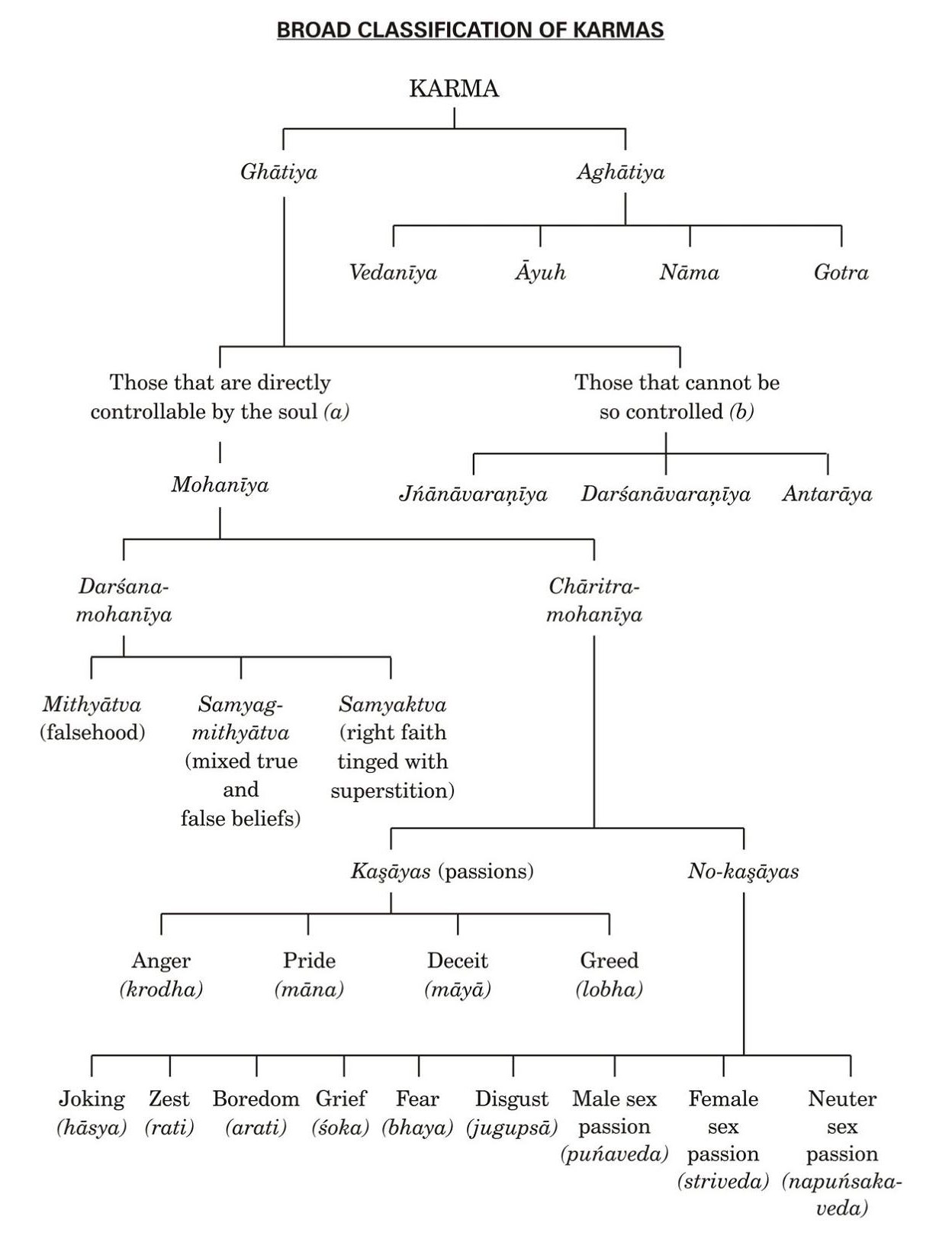
Tipos de carmas de acordo com a filosofia jainista

No jainismo, o carma transmite um significado totalmente diferente daquele comumente entendido na filosofia hindu e na civilização ocidental. A filosofia jainista é uma das mais antigas filosofias indianas que separa completamente o corpo (matéria) da alma (consciência pura). No jainismo, o carma é referido como sujeira cármica, pois consiste em partículas muito sutis de matéria que permeiam todo o universo. Os carmas são atraídos para o campo cármico de uma alma devido às vibrações criadas pelas atividades da mente, fala e corpo, bem como várias disposições mentais. Portanto, os carmas são a matéria sutil que envolve a consciência de uma alma. Quando esses dois componentes (consciência e carma) interagem, experimenta-se a vida que conhecemos no presente. Os textos jainistas expõem que sete tattvas (verdades ou fundamentos) constituem a realidade. São eles:
1. Jīva: a alma que é caracterizada pela consciência
2. Ajīva: a não-alma
3. Āsrava: influxo de matéria cármica auspiciosa e má na alma.
4. Bandha (escravidão): mistura mútua da alma e carmas.
5. Samvara (parada): obstrução do influxo de matéria cármica na alma.
6. Nirjara (dissociação gradual): separação ou queda de parte da matéria cármica da alma.
7. Mokṣha (libertação): aniquilação completa de toda a matéria cármica (ligada a qualquer alma em particular).

De acordo com Padmanabh Jaini,
"Essa ênfase em colher os frutos apenas do próprio carma não se restringia aos jainas; escritores hindus e budistas produziram materiais doutrinários enfatizando o mesmo ponto. Cada uma das últimas tradições, no entanto, desenvolveu práticas em contradição básica com tal crença. Além de shrardha (as oferendas rituais hindus feitas pelo filho do falecido), encontramos entre os hindus uma ampla adesão à noção de intervenção divina no destino, enquanto os budistas acabaram propondo teorias como bodisatvas que concedem bênçãos, transferência de mérito e afins. Apenas os jainistas foram absolutamente relutantes em permitir que tais ideias penetrassem em sua comunidade, apesar do fato de que deve ter havido uma tremenda pressão social sobre eles para fazê-lo."
A relação entre a alma e o carma, afirma Padmanabh Jaini, pode ser explicada com a analogia do ouro. Como o ouro é sempre encontrado misturado com impurezas em seu estado original, o jainismo sustenta que a alma não é pura em sua origem, mas é sempre impura e contaminada como o ouro natural. Pode-se exercer esforço e purificar o ouro, da mesma forma, o jainismo afirma que a alma contaminada pode ser purificada pela metodologia de refinamento adequada. O carma contamina ainda mais a alma ou a refina para um estado mais limpo, e isso afeta os renascimentos futuros. Carma é, portanto, uma causa eficiente (nimitta) na filosofia jainista, mas não a causa material (upadana). Acredita-se que a alma seja a causa material.
Os pontos-chave da teoria do carma no jainismo podem ser declarados da seguinte forma:
- O carma opera como um mecanismo autossustentável como lei universal natural, sem a necessidade de uma entidade externa para gerenciá-los. (ausência de 'entidade divina' exógena no jainismo).[carece de fontes?]
- O jainismo defende que uma alma atrai matéria cármica mesmo com os pensamentos, e não apenas com as ações. Assim, até mesmo pensar mal de alguém seria suportar um karma-bandha ou um incremento no mau carma. Por esta razão, o jainismo enfatiza o desenvolvimento de Ratnatraya (As Três Joias): samyak darśana ('Fé Correta'), samyak jnāna ('Conhecimento Correto') e samyak charitra ('Conduta Correta').[carece de fontes?]
- Na teologia jainista, uma alma é liberada dos assuntos mundanos assim que é capaz de se emancipar do karma-bandha.[131] No jainismo, nirvana e moksha são usados de forma intercambiável. Nirvana representa a aniquilação de todos os carmas por uma alma individual e moksha representa o estado de bem-aventurança perfeito (livre de toda escravidão). Na presença de um Tirtancara, uma alma pode atingir Kevala Jnana ('onisciência') e subsequentemente o nirvana, sem qualquer necessidade de intervenção do Tirtancara.[131]
- A teoria cármica no jainismo opera endogenamente. Mesmo os próprios Tirtancaras têm que passar pelos estágios de emancipação, para atingir esse estado.[carece de fontes?]
- O jainismo trata todas as almas igualmente, na medida em que defende que todas as almas têm o mesmo potencial de atingir o nirvana. Somente aqueles que se esforçam realmente o alcançam, mas, no entanto, cada alma é capaz de fazê-lo por si mesma, reduzindo gradualmente seu carma.[132]

### Oito Carmas
Existem oito tipos de Carma que ligam uma alma ao Samsar (o ciclo de nascimento e morte):
1. Gyanavarniya (obstrutivo do conhecimento): como um véu impede que um rosto e seus traços sejam vistos, esse carma impede a alma de conhecer um objeto junto com detalhes sobre esse objeto. Esse carma impede a alma de perceber sua qualidade essencial de conhecimento. Na sua ausência, uma alma é onisciente. Existem cinco subtipos de carmas gyanavarniya que impedem os cinco tipos de conhecimento: mati gyan (conhecimento sensorial), shrut gyan (conhecimento articulado), avadhi gyan (clarividência), mana paryay gyan (telepatia) e keval gyan (onisciência).
2. Darshanavarniya (obstrutivo da percepção): como um porteiro impede a visão do rei, esse carma impede que um objeto seja percebido, escondendo-o. Esse carma impede a alma de perceber sua qualidade essencial de percepção. Na sua ausência, uma alma percebe completamente todas as substâncias do universo. Existem nove subtipos deste carma. Quatro deles impedem os quatro tipos de percepção; percepção visual, percepção não-visual, percepção clarividente e percepção onisciente. Os outros cinco subtipos de escravidão do carma darshanavarniya induzem cinco tipos de sono causando redução na consciência: sono leve, sono profundo, sonolência, sonolência pesada e sonambulismo.
3. Vedaniya (produtor de sensações): como lamber o mel de uma espada dá um sabor doce, mas corta a língua, esse carma faz a alma experimentar prazer e dor. A bem-aventurança da alma é continuamente perturbada por experiências de prazer e dor sensual externa. Na ausência do carma vedaniya, a alma experimenta bem-aventurança imperturbável. Existem dois subtipos deste carma; produtor de prazer e produtor de dor.
4. Mohniya (ilusório): como uma abelha se apaixona pelo cheiro de uma flor e é atraída por ela, esse carma atrai a alma para os objetos que considera favoráveis, enquanto a repele dos objetos que considera desfavoráveis. Cria uma ilusão na alma de que objetos externos podem afetá-la. Este carma obstrui a qualidade essencial da felicidade da alma e impede que a alma encontre a felicidade pura em si mesma.
5. Ayu (determinante do tempo de vida): como um prisioneiro permanece preso por correntes de ferro (em torno de suas pernas, mãos, etc.), esse carma mantém uma alma presa em uma determinada vida (ou nascimento).
6. Naam (produtor de corpos): como um pintor cria vários quadros e lhes dá vários nomes, esse carma dá às almas vários tipos de corpos (que são classificados com base em vários atributos). É o naamkarma que determina o corpo do organismo vivo no qual a alma deve entrar.
7. Gotra (determinante de status): como um oleiro faz vasos curtos e altos, esse carma confere um status baixo ou alto (social) ao corpo da alma. Cria desigualdades sociais e, na sua ausência, todas as almas são iguais. Existem dois subtipos de carma gotra: status alto e status baixo.
8. Antaray (obstrutivo do poder): como um tesoureiro impede um rei de gastar sua riqueza, esse carma impede a alma de usar seu poder inato para atos de caridade, lucro, prazer, satisfação repetida e força de vontade. Ele obstrui e impede que a qualidade essencial do poder infinito da alma se manifeste. Na sua ausência, uma alma tem poder infinito.

## Recepção em outras tradições

### Siquismo
No siquismo, todos os seres vivos são descritos como estando sob a influência das três qualidades de maiá. Sempre presentes juntas em diferentes misturas e graus, essas três qualidades de maiá ligam a alma ao corpo e ao plano terrestre. Acima dessas três qualidades está o tempo eterno. Devido à influência de três modos da natureza de maiá, os Jivas (seres individuais) realizam atividades sob o controle e alcance do tempo eterno. Essas atividades são chamadas de carma, em que o princípio subjacente é que o carma é a lei que traz de volta os resultados das ações para a pessoa que as executa.[carece de fontes?]
Esta vida é comparada a um campo no qual nosso carma é a semente. Colhe-se exatamente o que se planta; nem menos, nem mais. Essa lei infalível do carma responsabiliza todos pelo que a pessoa é ou será. Com base na soma total do carma passado, alguns se sentem próximos do Ser Puro nesta vida e outros se sentem separados. Esta é a lei do carma em Gurbani (Seri Guru Granth Sahib). Como outras escolas de pensamento indianas e orientais, o Gurbani também aceita as doutrinas do carma e da reencarnação como fatos da natureza.

### Taoismo
Carma é um conceito importante no taoismo. Cada ação é rastreada por divindades e espíritos. Recompensas ou retribuições apropriadas seguem o carma, assim como uma sombra segue uma pessoa.
A doutrina do carma do taoismo desenvolveu-se em três estágios. No primeiro estágio, adotou-se a causalidade entre ações e consequências, com seres sobrenaturais acompanhando o carma de todos e atribuindo o destino (ming). Na segunda fase, a transferibilidade das ideias de carma do budismo chinês foi expandida e foi introduzida uma transferência ou herança do destino cármico dos ancestrais para a vida atual. No terceiro estágio do desenvolvimento da doutrina do carma, foram adicionadas ideias de renascimento baseadas no carma. Pode-se renascer como outro ser humano ou outro animal, de acordo com essa crença. Na terceira etapa, foram introduzidas ideias adicionais; por exemplo, rituais, arrependimento e oferendas nos templos taoistas eram encorajados, pois poderiam aliviar o fardo cármico.

### Xintoísmo
Interpretado como musubi, uma visão do carma é reconhecida no xintoísmo como um meio de enriquecimento, empoderamento e afirmação da vida.

## Discussões

### Livre arbítrio e destino
Uma das controvérsias significativas com a doutrina do carma é se ela sempre implica destino e suas implicações no livre arbítrio. Essa controvérsia também é chamada de problema da agência moral; a controvérsia não é exclusiva da doutrina do carma, mas também encontrada de alguma forma nas religiões monoteístas.
A controvérsia do livre arbítrio pode ser esboçada em três partes:
1. Uma pessoa que mata, estupra ou comete qualquer outro ato injusto, poderia alegar que todas as suas más ações foram um produto de seu carma: ele é desprovido de livre arbítrio, não pode fazer uma escolha, sendo um agente do carma que simplesmente entrega as punições necessárias que suas vítimas "perversas" mereciam por seu próprio carma em vidas passadas? Os crimes e ações injustas são devidos ao livre arbítrio ou por forças do carma?
2. Uma pessoa que sofre a morte não natural de um ente querido, ou estupro ou qualquer outro ato injusto, assume que um agente moral é responsável, que o dano é gratuito e, portanto, busca a justiça? Ou deve-se culpar a si mesmo pelo mau carma de vidas passadas e presumir que o sofrimento injusto é destino?
3. A doutrina do carma mina o incentivo para a educação moral—porque todo sofrimento é merecido e consequência de vidas passadas, por que aprender alguma coisa quando o balanço do carma de vidas passadas determinará as ações e sofrimentos de alguém?[141]

As explicações e respostas ao problema do livre-arbítrio acima variam de acordo com a escola específica do hinduísmo, budismo e jainismo. As escolas do hinduísmo, como Ioga e Advaita Vedanta, que enfatizam a vida atual sobre a dinâmica do resíduo de carma movendo-se através de vidas passadas, permitem o livre arbítrio. Seu argumento, assim como o de outras escolas, é triplo:
1. A teoria do carma inclui tanto a ação quanto a intenção por trás dessa ação. Não só a pessoa é afetada pelo carma passado, como cria um novo carma sempre que se age com intenção – boa ou má. Se a intenção e o ato puderem ser comprovados além de qualquer dúvida razoável, um novo carma pode ser comprovado e o processo de justiça pode prosseguir contra esse novo carma. O ator que mata, estupra ou comete qualquer outro ato injusto, deve ser considerado como o agente moral desse novo carma, e julgado.
2. As formas de vida não apenas recebem e colhem a consequência de seu carma passado, mas juntas elas são os meios para iniciar, avaliar, julgar, dar e entregar a consequência do carma aos outros.
3. Carma é uma teoria que explica alguns males, não todos (cf. mal moral versus mal natural).[143][144]

Outras escolas do hinduísmo, assim como o budismo e o jainismo que consideram o ciclo de renascimentos centrais para suas crenças e que o carma de vidas passadas afeta o presente, acreditam que tanto o livre arbítrio (cetanā) quanto o carma podem coexistir; no entanto, suas respostas não persuadiram todos os estudiosos.

### Indeterminação psicológica
Outro problema com a teoria do carma é que ele é psicologicamente indeterminado, sugere Obeyesekere (1968). Isto é, se ninguém pode saber qual foi seu carma em vidas anteriores, e se o carma de vidas passadas pode determinar o futuro de alguém, então não é psicologicamente claro ao indivíduo o que ele ou ela pode fazer agora para moldar o futuro, ser mais feliz ou reduzir o sofrimento. Se algo der errado, como doença ou fracasso no trabalho, não está claro a ele se o carma de vidas passadas foi a causa, ou se a doença foi causada por uma infecção curável e a falha foi causada por algo corrigível.
Esse problema de indeterminação psicológica também não é exclusivo da teoria do carma; encontra-se em todas as religiões que adotam a premissa de que Deus tem um plano, ou de alguma forma influencia os eventos humanos. Assim como no problema do carma e do livre-arbítrio acima, as escolas que insistem na primazia dos renascimentos enfrentam as maiores controvérsias. Suas respostas para a questão da indeterminação psicológica são as mesmas que para abordar o problema do livre-arbítrio.

### Transferibilidade
Algumas escolas de religiões asiáticas, particularmente o budismo popular, permitem a transferência de mérito e demérito do carma de uma pessoa para outra. Essa transferência é uma troca de qualidade não física, assim como uma troca de bens físicos entre dois seres humanos. A prática da transferência de carma, ou mesmo sua possibilidade, é controversa. A transferência de carma levanta questões semelhantes às da expiação substitutiva e da punição vicária. Ela derrota os fundamentos éticos e dissocia a causalidade e a eticização na teoria do carma do agente moral. Os proponentes de algumas escolas budistas sugerem que o conceito de transferência de mérito de carma encoraja a doação religiosa, e que tais transferências não são um mecanismo para transferir carma ruim (ou seja, demérito) de uma pessoa para outra.
No hinduísmo, os ritos de Sraddha durante os funerais foram rotulados como cerimônias de transferência de mérito de carma por alguns estudiosos, uma afirmação contestada por outros. Outras escolas do hinduísmo, como as filosofias vedânticas do Ioga e Advaita, e o jainismo sustentam que o carma não pode ser transferido.

### O problema do mal
Tem havido um debate contínuo sobre a teoria do carma e como ela responde ao problema do mal e ao problema relacionado da teodiceia. O problema do mal é uma questão significativa debatida nas religiões monoteístas com duas crenças:
1. Há um Deus que é absolutamente bom e compassivo (onibenevolente); e
2. Esse Deus sabe absolutamente tudo (onisciente) e é todo poderoso (onipotente).

O problema do mal é então declarado em formulações como: "por que o Deus onibenevolente, onisciente e onipotente permite que qualquer mal e sofrimento existam no mundo?" O sociólogo Max Weber estendeu o problema do mal às tradições orientais no livro Sociologia das Religiões.
O problema do mal, no contexto do carma, tem sido discutido há muito tempo nas tradições orientais, tanto nas escolas teístas quanto nas não-teístas; por exemplo, nos Sutras Uttara Mīmāṃsā, Livro 2 capítulo 1; os argumentos do século VIII de Adi Xancara no bhasya do Brahma Sutra onde ele postula que Deus não pode ser razoavelmente a causa do mundo porque existe mal moral, desigualdade, crueldade e sofrimento no mundo; e a discussão de teodiceia do século XI por Ramanuja em Sri Bhasya. Épicos como o Mahabharata, por exemplo, sugerem três teorias predominantes na Índia antiga sobre por que o bem e o mal existem – uma sendo que tudo é ordenado por Deus, outra sendo pelo carma e uma terceira citando eventos casuais (yadrccha, यदृच्छा). O Mahabharata, que inclui a divindade hindu Vishnu na forma de Krishna como um dos personagens centrais do épico, debate a natureza e a existência do sofrimento a partir dessas três perspectivas e inclui uma teoria do sofrimento como decorrente de uma interação de eventos casuais. como enchentes e outros eventos da natureza), circunstâncias criadas por ações humanas passadas e os desejos atuais, volições, darma, adarma e ações atuais (purusakara) das pessoas. No entanto, embora a teoria do carma no Mahabharata apresente perspectivas alternativas sobre o problema do mal e do sofrimento, não oferece uma resposta conclusiva.
Outros estudiosos sugerem que as tradições religiosas indianas não teístas não assumem um criador onibenevolente, e algumas escolas teístas não definem ou caracterizam seu(s) Deus(es) como as religiões ocidentais monoteístas o fazem e que as divindades têm personalidades coloridas e complexas; as deidades indianas são facilitadoras pessoais e cósmicas, e em algumas escolas conceituadas como o Demiurgo de Platão. Portanto, o problema da teodiceia em muitas escolas das principais religiões indianas não é significativo, ou pelo menos é de natureza diferente do que nas religiões ocidentais. Muitas religiões indianas colocam maior ênfase no desenvolvimento do princípio do carma para a primeira causa e justiça inata com o Homem como foco, em vez de desenvolver princípios religiosos com a natureza e os poderes de Deus e o julgamento divino como foco. Alguns estudiosos, particularmente da escola Niaia de hinduísmo e Xancara no Brahma Sutra bhasya, postularam que a doutrina do carma implica a existência de Deus, que administra e afeta o ambiente da pessoa, dado o carma dessa pessoa, mas depois reconhecem que isto torna o carma como violável, contingente e incapaz de resolver o problema do mal. Arthur Herman afirma que a teoria da transmigração do carma resolve todas as três formulações históricas para o problema do mal, ao mesmo tempo em que reconhece os insights da teodiceia de Sankara e Ramanuja.
Algumas religiões teístas indianas, como o siquismo, sugerem que o mal e o sofrimento são fenômenos humanos e surgem do carma dos indivíduos. Em outras escolas teístas, como as do hinduísmo, particularmente na escola Niaia, o carma é combinado com o darma e o mal é explicado como surgindo das ações e intenções humanas que estão em conflito com o darma. Em religiões não-teístas, como o budismo, o jainismo e a escola Mimamsa do hinduísmo, a teoria do carma é usada para explicar a causa do mal, bem como para oferecer maneiras distintas de evitar ou não ser afetado pelo mal no mundo.
As escolas do hinduísmo, budismo e jainismo que se baseiam na teoria do carma-renascimento foram criticadas por sua explicação teológica do sofrimento nas crianças ao nascer, como resultado de seus pecados em uma vida passada. Outros discordam e consideram a crítica falha e um mal-entendido da teoria do carma.

## Conceitos comparáveis

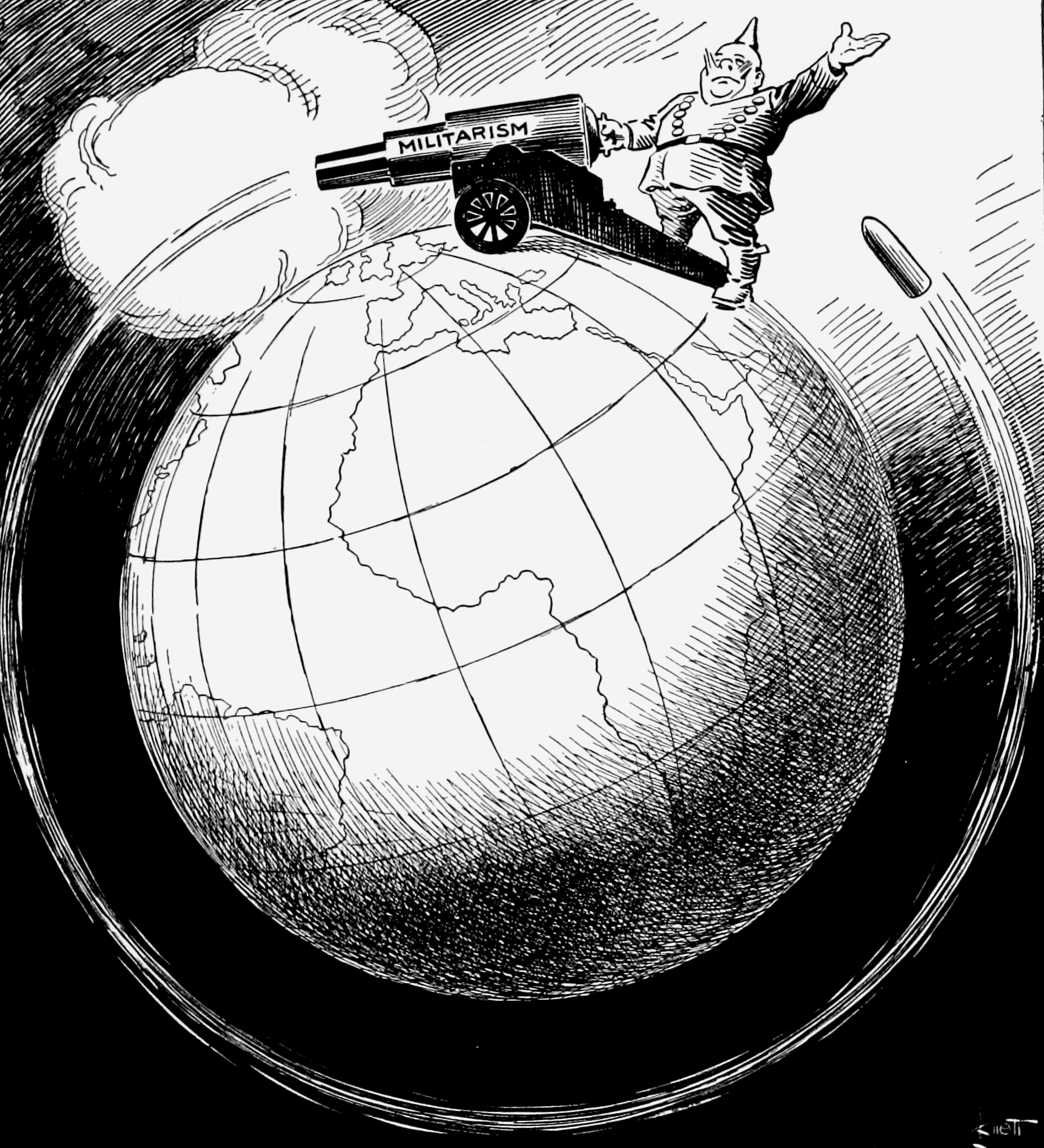
It Shoots Further Than He Dreams por John F. Knott, março de 1918

A cultura ocidental, influenciada pelo cristianismo, mantém uma noção semelhante ao carma, como demonstrado na frase "o que vai, volta".

### Filosofia grega
Will Durant considerava que, como a doutrina do carma, para os gregos, toda desmedida contra a ordem cósmica (hybris) gerava um efeito negativo correspondente de retribuição, efetuado por Nêmesis. As doutrinas platônica e plotiniana foram vistas como elaborando uma teoria eticizada do ciclo do renascimento, comparável à doutrina indiana do carma. Platão, admitindo também a teoria reencarnatória, afirma em Leis 9.870:
"A vingança é exigida por esses crimes na vida após a morte, e quando um homem retorna a este mundo novamente, ele é inelutavelmente obrigado a pagar a pena prescrita pela lei da natureza - a sofrer o mesmo tratamento que ele próprio infligiu à sua vítima, e concluir sua existência terrena encontrando um destino semelhante nas mãos de outra pessoa."
Plotino, em Enéadas 3.2.13:
“Assim, um homem, uma vez governante, será feito escravo porque abusou de seu poder e porque a queda é para seu bem futuro. Aqueles que usaram mal o dinheiro ficarão pobres - e para os bons a pobreza não é obstáculo. Aqueles que mataram injustamente, são mortos por sua vez, injustamente em relação ao assassino, mas com justiça em relação à vítima, e aqueles que devem sofrer são lançados no caminho daqueles que administram o tratamento merecido. Não é um acidente que torna um homem escravo; ninguém é prisioneiro por acaso; todo ultraje corporal tem sua devida causa. O homem uma vez fez o que agora sofre. (...) Daí surge aquela palavra espantosa "Adrasteia" [a Retribuição Inevitável]; pois na verdade esta ordenança é uma Adrasteia, a própria justiça e uma sabedoria maravilhosa."

### Cristianismo
Mary Jo Meadow sugere que o carma é semelhante a "noções cristãs de pecado e seus efeitos". Ela afirma que o ensinamento cristão sobre o Juízo Final de acordo com a caridade de alguém é um ensinamento sobre o carma. O cristianismo também ensina morais tal como de que se colhe o que se planta (Gálatas 6:7) e que "todos os que lançarem mão da espada, à espada morrerão" (Mateus 26:52). A maioria dos estudiosos, no entanto, considera o conceito do Juízo Final como diferente do carma, com o carma como um processo contínuo que ocorre todos os dias na vida de uma pessoa, enquanto o Juízo Final, por outro lado, é uma revisão única no final da vida.

### Judaísmo
Existe um conceito no judaísmo chamado em hebraico midah k'neged midah, que muitas vezes é traduzido como "medida por medida". O conceito é usado não tanto em questões de lei, mas em questões de retribuição divina pelas ações de uma pessoa. David Wolpe comparou midah k'neged midah ao carma. No judaísmo cabalístico, emprega-se o conceito de guilgul (reencarnação) como manifestação do Amor de Deus. Segundo Joseph P. Schultz, o conceito fixo e imutável de carma do budismo, que recai até mesmo sobre as deidades, é alheio à tradição judaica, mas há diversas similaridades e afinidades no judaísmo rabínico inicial e medieval com o conceito hinduísta, como em hashgahah: a preocupação de Deus para com os atos humanos.

### Modernidade ocidental
A ideia de carma ou de causa e efeito foi popularizada no mundo ocidental a partir das traduções de obras indianas no século XIX, bem como pelo espiritismo e obras da Sociedade Teosófica, e, mais recentemente, tornou-se parte da cultura popular também através dos movimentos da Nova Era.

Segundo Lynn F. Sharp, um precursor da ideia de reercarnação com teor cármico no século XIX foi Jean Reynaud, um republicano e reformador socialista com ideais românticos, cristãos e neodruidistas que formulou uma doutrina de justificação e teria influenciado a formação posterior da doutrina espírita por Allan Kardec. Reynaud afirmou:
"Assim, somos a causa de nosso próprio nascimento (...) Não somos, portanto, passivos neste fato capital do nascimento, que representa de alguma forma tudo o que há em nossa vida de fatal ou preordenado [incluindo] (.. .) as qualidades essenciais de nossos corpos e nossas mentes, de nossa educação, de nosso status, de nosso país e nossas relações mais comuns na sociedade" "precisamente aquelas circunstâncias que constituem as posições particulares que, por seus esforços anteriores, mereceram do céu "
No espiritismo, a chamada "lei de causa e efeito" é análoga à doutrina do carma, e por vezes os termos são intercambiáveis. Porém aqui, Kardec afirma que a doutrina das penas e recompensas futuras têm sua confirmação no ensino dos espíritos e no raciocínio da justiça divina.
Na teosofia, Helena Blavatsky incorporou o conceito de carma a partir das doutrinas indianas, o qual também foi divulgado por Annie Besant e Rudolf Steiner dentro dos novos movimentos do esoterismo ocidental. O teosofista I. K. Taimni escreveu: "Karma nada mais é do que a Lei de Causa e Efeito operando no reino da vida humana e provocando ajustes entre um indivíduo e outros indivíduos que ele afetou por seus pensamentos, emoções e ações".
Nos movimentos da Nova Era, o carma é assimilado de uma maneira otimista, considerando-o como uma oportunidade de evolução espiritual progressiva, em meio à interconexão cósmica e o livre-arbítrio, e muitas vezes rejeitando-se seu caráter oficial oriental de punição ou retribuição. No neopaganismo wiccano, derivou-se dele a chamada "Lei Tríplice". Alusões ao conceito também se difundiram na cultura popular.

#### Psicologia
Carl Jung inicialmente não afirmava a noção indiana de carma, porém empregou-a em sua conceituação da herança de arquétipos do inconsciente coletivo em Sobre o inconsciente coletivo (1942)―não porém, como tendo origem individual em outras vidas: "uma extensão deliberada do arquétipo por meio do fator cármico, que é tão importante para a filosofia indiana. O aspecto do carma é essencial para uma compreensão mais profunda da natureza de um arquétipo." Posteriormente, mostrou-se disposto a admitir os conceitos tradicionais de carma e reencarnação.